# Trần Chí Cường
Trần Chí Cường (1926–2009) là một sĩ quan cao cấp của Quân đội nhân dân Việt Nam, hàm Thiếu tướng, nguyên Phó Chủ nhiệm, Tham mưu trưởng Tổng cục Hậu cần.

## Tiểu sử
Trần Chí Cường tên khai sinh là Trần Thanh Nhã, sinh năm 1926 tại làng Phước Hưng, tổng An Cư, huyện Phú Lộc, tỉnh Thừa Thiên (nay là xã Lộc Thủy, Phú Lộc, Thừa Thiên Huế). Tháng 5 năm 1945, ông được kết nạp vào Đảng Cộng sản Việt Nam và trở thành lãnh đạo khởi nghĩa tổng An Cư trong Cách mạng Tháng Tám cùng năm. 5 năm sau (1950), ông được bầu vào Thường vụ Tỉnh ủy Thừa Thiên. Đầu năm 1951, ông được điều động vào quân đội, giữ chức Chủ nhiệm Hậu cần Đại đoàn Bộ binh 325, cũng như phụ trách cơ quan hậu cần của Mặt trận Bình Trị Thiên dưới quyền Tư lệnh Hà Văn Lâu và Chính ủy Trần Quý Hai. Sau khi tập kết ra Bắc vào năm 1954, ông làm việc tại Tổng cục Hậu cần và được bổ nhiệm làm Phó Tham mưu trưởng vào khoảng những năm 1960.
Ngày 6 tháng 12 năm 1967, Đảng ủy và Bộ Tư lệnh Mặt trận Đường 9 – Khe Sanh được thành lập, Trần Chí Cường là cơ quan hậu cần. Năm 1968, ông được bổ nhiệm làm Tham mưu trưởng Bộ Tư lệnh 500, tham gia Sự kiện Tết Mậu Thân. Năm 1970, ông được bổ nhiệm làm Viện trưởng Học viện Hậu cần với quân hàm Thượng tá. Khoảng năm 1980, ông là Phó Tư lệnh kiêm Chủ nhiệm Hậu cần Quân khu 2, mang quân hàm Đại tá. Tháng 12 năm 1983, ông được bổ nhiệm làm Phó Chủ nhiệm, Tham mưu trưởng Tổng cục Hậu cần. Trong thời gian đảm nhiệm Tham mưu trưởng Tổng cục Hậu cần, ông được thăng hàm Thiếu tướng.

## Gia đình
- Mẹ: Tú Ý.[11]
- Em trai: Trần Thanh Đạm, Phó Giáo sư, Nhà giáo Nhân dân, hội viên Hội Nhà văn Việt Nam, nguyên Hiệu trưởng Trường Đại học Sư phạm Thành phố Hồ Chí Minh.
  - Cháu gái: Trần Ngọc Lan Khuê (cháu nội Trần Thanh Đạm).
- Một số thành viên trong gia đình:
  - Lưu Trọng Lư, nhà thơ, em trai cùng cha khác mẹ với bà Tú Ý.
  - Tôn Lệ Minh, cháu họ đồng thời là vợ thứ hai của nhà thơ Lưu Trọng Lư, cũng là em họ của Trần Chí Cường (bà ngoại của ông là cô họ của cha bà Lệ Minh).[11]